# Браян Кемпбелл Віккері
Браян Кемпбелл Віккері (англ. Brian Campbell Vickery; 11 вересня 1918, Сідней, Австралія — 17 жовтня 2009, Оксфорд, Велика Британія) — англійський бібліотекар, спеціаліст в області інформаційних наук і хімік.

## Біографія
Народився 11 вересня 1919 року в Сіднеї. Батько Адам Мак-Кей працював журналістом і його дядько Джеймс Уатсайд Мак-Кей працював австралійським політиком. Навчався у середніх школах у Сіднеї, Каїрі, а також у Королівській школі в Кентербері. Поступив і закінчив Оксфордський університет, потім навчався на магістратурі там же і в 1941 році він отримав ступінь магістра в галузі хімії. З початком Другої світової війни працював на заводі вибухових речовин в Бриджоутері. По закінченню війни працював помічником журналіста в Лондоні і нарешті в 1946 році працював бібліотекарем наукової лабораторії фірми ICI. З 1960 по 1964 рік працював у відділі абонемента Британської бібліотеки, потім бібліотекарем Манчестерського науково-технологічного інституту.
Помер 17 жовтня 2009 року в Оксфорді.

## Особисте життя
Браян був одружений двічі:
- 1945—1967 — шлюб з Манулеттою Мак-Менамін. Шлюб закінчився розлученням.
- 1967—2009 — шлюб з Аліною Віккері — директором ЦИС Лондонського університету. Він разом зі своєю другою дружиною займався науковою діяльністю. Шлюб виявився міцним і проіснував до його смерті.

## Наукові роботи
Основні наукові роботи присвячені бібліотекознавству та інформатиці. Автор понад 100 наукових робіт.

## Членство в товариствах
- Почесний член наукового товариства Лондонського університету.
- Член Бібліотечної асоціації Великої Британії.
- Член Товариства вчених в області інформаційних наук.